# Minsogak
Als Minsogak wird eine bestimmte koreanische Folklore bezeichnet. Diese Art von traditioneller koreanischer Musik wird mit dem gemeinen Volk verbunden. Im Gegensatz zu Jeongak wird die Musik im Minsogak schnell gespielt, das heißt, sie passt sich dem Herzschlag an.
Wie im Jeongak ist auch im Minsogak Improvisation häufig. 